# Moritzburgs slott, Zeitz

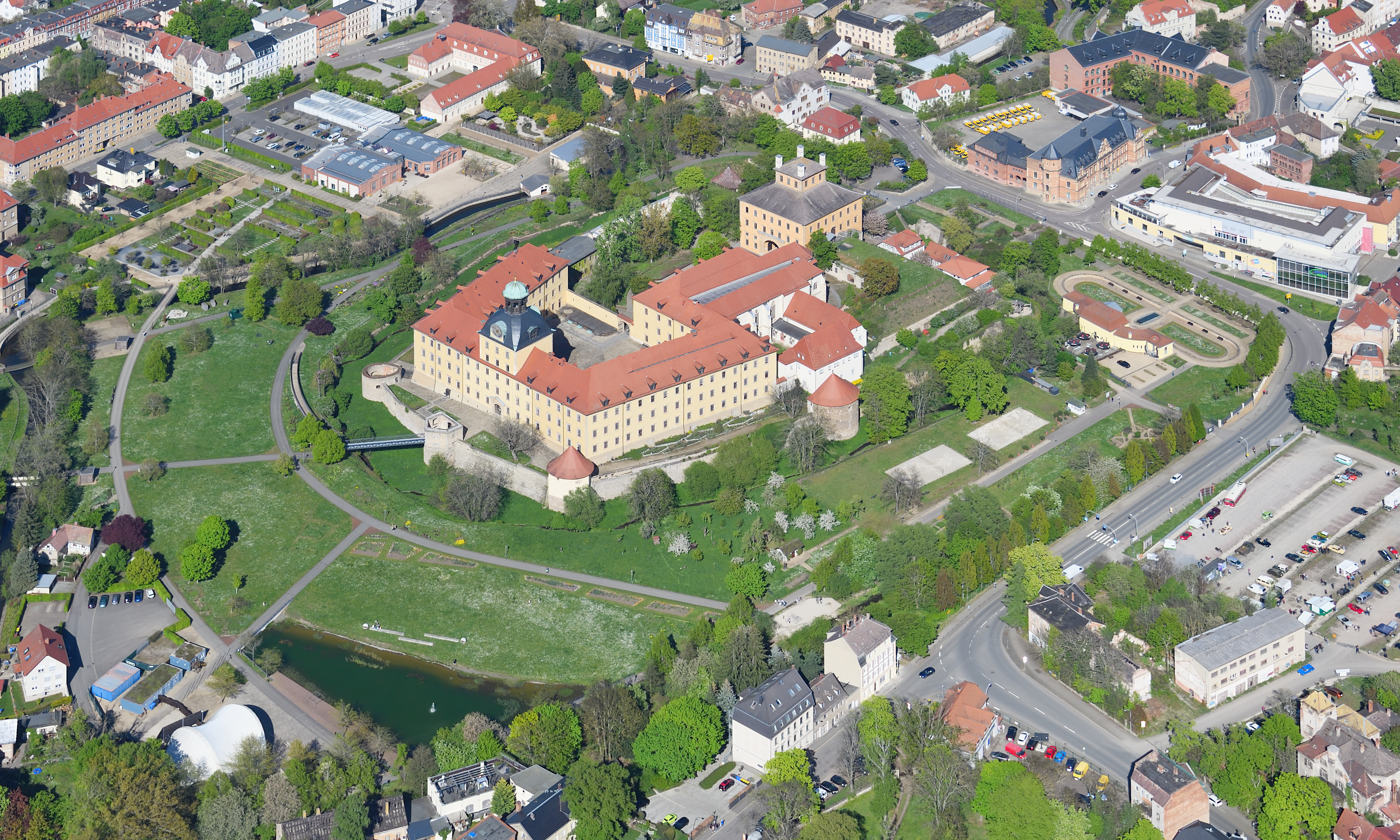
Moritzburgs slott

Plan över anläggningen (1762)

Moritzburgs slott, tyska: Schloß Moritzburg, är ett befäst barockslott vid floden Weisse Elster i Zeitz i det tyska förbundslandet Sachsen-Anhalt. Det är uppkallat efter hertig Moritz av Sachsen-Zeitz, under vars regering slottet fick sitt huvudsakliga nuvarande utseende.

## Historia
Slottet grundlades i samband med den tyska expansionen österut mot Elbe under tidig medeltid som ett tyskt kungligt residensslott och skänktes år 976 av kejsar Otto II till det nygrundade biskopsdömet Zeitz. Det finns inga kända arkeologiska spår av denna borganläggning, som flera gånger anfölls av slaviska styrkor under gränsstriderna år 983, 1002 och 1028. Med anledning av platsens utsatta läge flyttades därför biskopssätet och domkyrkan år 1028 till Naumburg an der Saale. Den kvarvarande tidigare domkyrkan förblev som ett kollegiatstift, och biskoparna fortsatte under följande århundraden att använda slottet i Zeitz som sitt huvudsakliga residens. Under 1200-talet hamnade biskoparna i konflikter med markgrevskapet Meissen om rätten till ett befäst slott här, och biskop Dietrich II tvingades riva borgens yttre borggård. Genom markgreve Dietrich av Landsbergs tillstånd 1278 kunde dock biskoparna åter utöka borgen.
Borgen skadades genom hussiternas angrepp år 1429, men under biskop Johan II von Schleinitz uppfördes därefter de gotiska befästningsverk som fortfarande till stora delar återstår, med åtta rundtorn och en vallgrav. Ytterligare befästningsarbeten skedde under slutet av 1400-talet.
Biskopsdömet Naumburg-Zeitz var omstritt under reformationen, men kejsar Karl V kunde förhindra de protestantiska sachsiska kurfurstarnas försök att ta kontrollen över biskopsdömet, och installerade istället Julius von Pflugk som biskop år 1547. Efter dennes död år 1564 kom de sachsiska kurfurstarna dock att bli sekulära administratörer av det tidigare furstbiskopsdömet. 
Slottet skadades svårt i strider mellan svenska och kejserliga trupper 1644, under trettioåriga kriget. Det nuvarande slottet uppfördes mellan 1657 och 1667, som residens för hertigarna av Sachsen-Zeitz, en yngre gren av huset Wettin. Tillsammans med Schloss Friedenstein i Gotha är slottet ett av de tidigare exemplen på huset Wettins befästa residensslott under tidig barock. Den medeltida biskopsborgen ersattes av ett slott med tre flyglar och ett torn centralt i huvudflygeln, den tidigare domkyrkan byggdes om till slottskyrka och den medeltida ringmuren reparerades. Dessutom utökades fästningsverken, bland annat med de idag bevarade skansarna och det monumentala porthuset mot staden.
Efter att linjen Sachsen-Zeitz dött ut 1718 återgick hertigdömet till kurfurstendömet Sachsen. Det avträddes av Sachsen till Preussen genom Wienkongressen 1815.
Slottet genomgick från 1990 till 2004 omfattande renoveringsarbeten. Slottsområdet var 2004 värd för förbundslandets Sachsen-Anhalts trädgårdsutställning.